# نيفر تو ماتش (أغنية)
«نيفر تو ماتش» هي أغنية من أداء لاثر فاندروس. أصدرت الأغنية الموجهة للديسكو في 1981، كالأغنية المنفردة الرئيسية في الألبوم الذي يحمل نفس الاسم. بلغ عنوان المسار الرقم واحد سول سينغلز تشارت وبلغت ذروتها في الرقم ثلاثة وثلاثين في بيلبورد هوت 100.

## قائمة التشغيل
U.S. 1981 7" الأغنية المنفردة
1. «نيفر تو ماتش» – 3:50
2. «يو ستوبت لوفينغ مي» – 4:59

UK 1981 7" الأغنية المنفردة
1. «نيفر تو ماتش» – 3:50
2. «دونت يو نو ثات؟» – 4:04

UK 1981 12" الأغنية المنفردة
1. «نيفر تو ماتش» (نسخة موسعة) – 5:38
2. «شوغر أند سبايس (آي فاوند مي أ غيرل)» – 4:57
3. «دونت يو نو ثات؟» – 4:04

UK 1989 7" الأغنية المنفردة
1. «نيفر تو ماتش» (ريمكس '89 من قبل جستن ستراوس) – 4:02
2. «ذا غلو أوف لوف» – 6:10

UK 1989 12" الأغنية المنفردة
1. «نيفر تو ماتش» (ريمكس موسع '89 من قبل جستن ستراوس) – 6:42
2. «نيفر تو ماتش» (الميكساج الأصلي '81 معروف أيضا باسم النسخة الموسعة) – 5:38
3. «ذا غلو أوف لوف» – 6:10

UK 1989 alternative 12" الأغنية المنفردة
1. «نيفر تو ماتش» (ميكساج بن ليبراند) – 7:30
2. «نيفر تو ماتش» (ميكساج صوتي بديل '89 من قبل جستن ستراوس) – 6:49
3. «نيفر تو ماتش» (النسخة 7" الأصلية) – 3:50

## المخططات البيانية
| المخطط البياني (1981/1982/1983)               | موقع الذروة |
| --------------------------------------------- | ----------- |
| مخطط نيوزلندا البياني للأغاني المنفردة        | 47          |
| مخطط المملكة المتحدة البياني للأغاني المنفردة | 44          |
| بيلبورد هوت 100 للولايات المتحدة              | 33          |
| بيلبورد هوت بلاك سينغلز للولايات المتحدة      | 1           |
| بيلبورد هوت دانس كلوب بلاي للولايات المتحدة   | 4           |